# Джастін Непп
Джастін Ентоні Непп (англ. Justin Anthony Knapp, 18 листопада 1982 , Індіанаполіс ) — користувач англійської Вікіпедії, який став першою в історії людиною, яка здійснила понад один мільйон редагувань у Вікіпедії. Станом на вересень 2021 року він має понад 2,1 млн редагувань. Посідав перше місце в списку найактивніших редакторів Вікіпедії з 18 квітня 2012 по 1 листопада 2015 року, нині обіймає друге після Стівена Прюїтта.

## Освіта
Уродженець Індіанаполіса, Джастін Непп закінчив квакерську Християнську старшу школу Заповіту, до якої вступив 1997 року. Після здобуття середньої освіти Непп вступив до Університету Пердью в Індіанаполісі, де успішно отримав вищу освіту зі спеціальністі «філософія і політологія». З 2013 року Непп є здобувачем[прояснити] наукового ступеня в Університеті штату Індіана.

## Кар'єра

### Вікіпедія

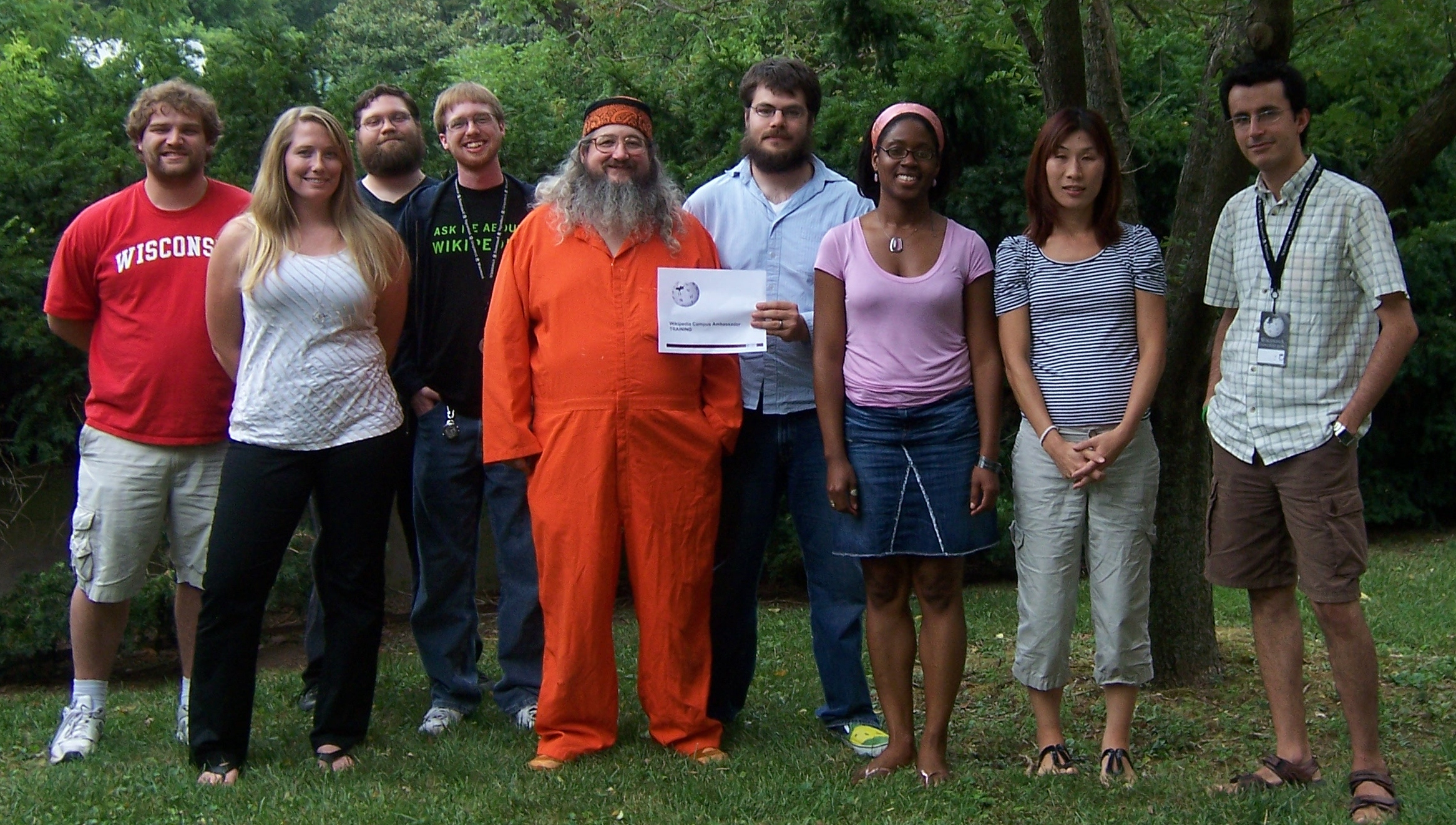
Непп (третій зліва) на вікізустрічі в 2011 році

Непп зробив своє мільйонне редагування в англійській Вікіпедії 12 квітня 2012 року. На той момент Джастін здійснював у середньому по 385 правок на день з дня своєї реєстрації в березні 2005 року. За словами Неппо, до участі у Вікіпедії його спонукала незайнятість. Непп змінив кілька робочих місць, серед яких були доставка піци, робота в продуктовому магазині і колл-центрі. Нікнейм koavf означає «King of all Vext fans» (укр. «Король усіх фанатів Векста»), персонажа одного з коміксів всесвіту DC. Непп зробив значний внесок у статті з бібліографії Джорджа Орвелла, а також у категоризацію різних сторінок. Відповідно до своєї освіти, Непп приділяє більше уваги статтям про політику, релігію, філософію та масову культуру. 2012 року Джиммі Вейлз особисто подякував Неппу за виконану роботу і вручив йому найвищу нагороду сайту, оголосивши 20 квітня Днем Джастіна Неппа. В інтерв'ю Business Insider від 2014 року Джастін Непп заявив, що перейшов до здійснення малих редагувань, які поліпшують орфографію і оформлення, також у тому інтерв'ю Непп стверджував, що скорочення числа редакторів не є проблемою для Вікіпедії.
21 квітня 2014 року запитання про Джастіна Неппа і його участь у Вікіпедії було поставлено на телевікторині каналу BBC University Challenge.

### Громадська діяльність
2005 року на засіданні Генеральної Асамблеї ООН Джастін Непп виступав з доповіддю, присвяченою проблемам Західної Сахари. Також Непп бере участь в організації мітингів проти посилення негласного спостереження за громадянами.